# Jean-Marc Muratorio
Jean-Marc Muratorio (...) è un ex schermidore francese, specialista della spada.

## Palmarès
In carriera ha conseguito i seguenti risultati:
- Europei di scherma

1991 - Vienna: argento nel spada individuale.